# Hypodoryctes torridus
Hypodoryctes torridus är en stekelart som beskrevs av Papp 1987. Hypodoryctes torridus ingår i släktet Hypodoryctes och familjen bracksteklar. Inga underarter finns listade i Catalogue of Life.